# U-Bahnhof Akazienweg
Der U-Bahnhof Akazienweg ist eine Station der Stadtbahn Köln. Der im Stadtteil Bickendorf gelegene U-Bahnhof wird von den Linien 3 und 4 der Kölner Verkehrsbetriebe bedient. Er wurde im Jahr 1992 eröffnet und verfügt über zwei Gleise. Der Ein- und Ausstieg wird über einen Mittelbahnsteig abgewickelt.

## Lage
Die Station liegt im Stadtteil Bickendorf unter der Venloer Straße, die in nordwestlicher Richtung aus Köln herausführt. Dort liegt sie an der Kreuzung der Venloer Straße mit dem Akazienweg kurz vor der Kreuzung mit der Klüttenbahn und dem Güterbahnhof Köln Bickendorf.

## Architektur
Die U-Bahn-Station hat eine Zwischenebene. Der Mittelbahnsteig ist als Hochflur-Bahnsteig angelegt, mit dem vorhandenen Aufzug zur Straße ist der Bahnhof damit barrierefrei. Darüber hinaus ist die Station künstlerisch gestaltet.

## Linien
| Linie | Linienverlauf | Takt   |
| ----- | --- | ------ |
| 3     | Thielenbruch – Dellbrück – Holweide – Buchheim – Buchforst – Koelnmesse – Bf. Deutz/Lanxess Arena – U Severinstraße – U Poststraße – U Neumarkt – U Appellhofplatz (Breite Straße) – U Friesenplatz – U Hans-Böckler-Platz/Bahnhof West – U Piusstraße – U Körnerstraße – U Venloer Straße/Gürtel (Bf. Ehrenfeld) – U Leyendeckerstraße – U Rochusplatz – U Akazienweg – Bocklemünd – Mengenich – Görlinger-Zentrum | 10 min |
| 4     | Leverkusen-Schlebusch – Köln-Dünnwald – Höhenhaus – Mülheim Wiener Platz – Koelnmesse – Bf. Deutz/Lanxess Arena – U Severinstraße – U Poststraße – U Neumarkt – U Appellhofplatz (Breite Straße) – U Friesenplatz – U Hans-Böckler-Platz/Bahnhof West – U Piusstraße – U Körnerstraße – U Venloer Straße/Gürtel (Bf. Ehrenfeld) – U Leyendeckerstraße – U Rochusplatz – U Akazienweg – Bocklemünd                   | 10 min |

Die Linie 3 verkehrt werktags alle 10 Minuten. Auf der etwa 22 km langen Strecke, die mit einer durchschnittlichen Geschwindigkeit von 26 km/h befahren wird, befinden sich 32 Haltestellen, davon sind 11 U-Bahnhöfe. Die Linie verkehrt teilweise nur ab/bis Holweide.
Die Linie 4 fährt ebenfalls werktags im Zehn-Minuten-Takt. Die Strecke der Linie 4 ist ähnlich lang (22 km), bei 29 Haltestellen (davon 12 U-Bahnhöfe) kann eine durchschnittliche Geschwindigkeit von 28 km/h gefahren werden. Abends fährt die Linie 4 nur bis Bickendorf Rochusplatz.